# Stratford Midgets
Stratford Midgets byl kanadský juniorský klub ledního hokeje, který sídlil ve Stratfordu v provincii Ontario. V počátcích dvacátého století působil v juniorské soutěži Ontario Hockey Association (později Ontario Hockey League). Své domácí zápasy odehrával v hale William Allman Memorial Arena Arena s kapacitou 2 828 diváků.
Nejznámější hráči, kteří prošli týmem, byli např.: Frank Carson, Hank D'Amore, Joffre Desilets, Ray Getliffe, Jud McAtee, Norm McAtee, Howie Morenz nebo Al Murray.

## Historické názvy
Zdroj: 
- 189? – Stratford Hockey Club
- Stratford Midgets

## Úspěchy
- J. Ross Robertson Cup ( 6× )
  - 1899/00, 1904/05, 1906/07, 1907/08, 1908/09, 1920/21